# Современник (журнал, XIX століття)
«Современник» (з рос. — «Сучасник») — російський журнал, що виходив у 1836—1866 роках.

## «Современник» Пушкіна і Плетньова
Літературний і суспільно-політичний журнал, заснований О. С. Пушкіним. Виходив у Санкт-Петербурзі з 1836 року 4 рази на рік. У журналі друкувалися твори Миколи Гоголя («Коляска», «Ранок ділової людини», «Ніс»), Олександра Тургенєва, Василя Жуковського, Петра В'яземського, Володимира Одоєвського, Дениса Давидова, Миколи Язикова, Євгена Баратинського, Федіра Тютчева, Олексія Кольцова. Публікувались вірші, проза, критичні, історичні, етнографічні та інші матеріали.
У першому випуску була розміщена стаття «Про риму» Єгора Розена. Читацького успіху журнал не мав: до нового типу серйозного періодичного видання, присвяченого актуальним проблемам, що трактуються по необхідності натяками, російській публіці ще треба було звикнути. В журналі виявилося всього 600 передплатників, що робило його руйнівним для видавця, оскільки не покривалися ні типографські витрати, ні гонорари співробітників. Два останніх томи «Современника» Пушкін більш ніж наполовину наповнює своїми творами, здебільшого, анонімно. У журналі були надруковані його «Бенкет Петра I», «З А. Шеньє», «Скупий лицар», «Подорож в Арзерум», «Родовід мого героя», «Швець», «Рославлєв», «Джон Теннер», «Капітанська дочка».
Після смерті Пушкіна журнал протягом 1837 продовжувала видавати група письменників на чолі з Петром В'яземським, потім Петром Плетньовим (1837—1846). У журналі дебютувала С. А. Закревська (1837, т. 8). У 1838—1847 роках у журналі друкувалися статті, повісті, романи, переклади Ф. Ф. Корфа. З 1843 року журнал став виходити щомісяця. Журнал занепав. Петро Плетньов у вересні 1846 року продав його Миколі Некрасову та Івану Панаєву.

## «Современник» Некрасова і Панаєва

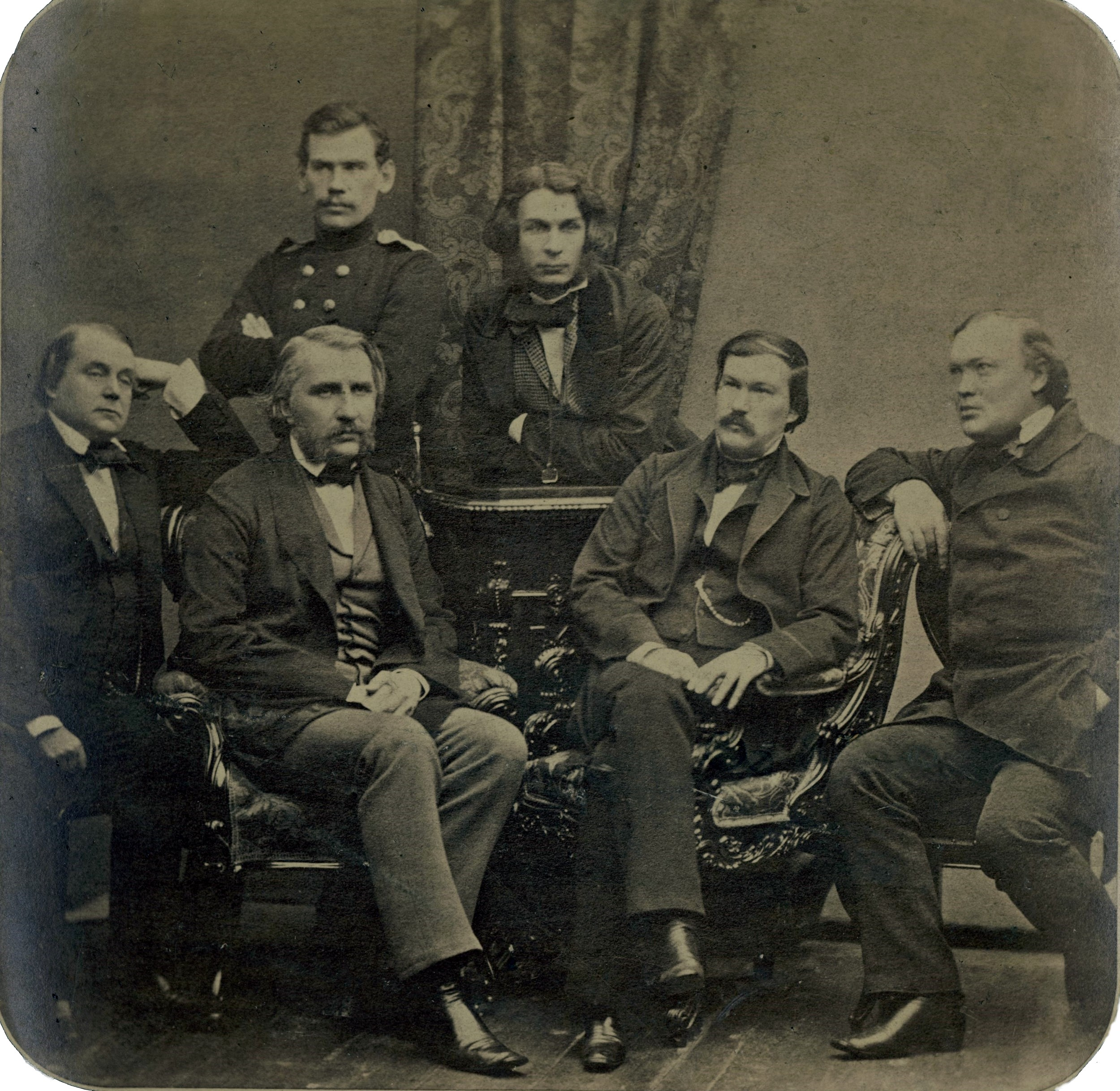
Груповий знімок членів редколегії журналу, 1856 рік

Літературний і суспільно-політичний щомісячний журнал (обсяг 40 д.а.); виходив з 1 січня 1847. У 1847—1848 роках офіційним редактором був Олександр Нікітенко. Програму журналу визначали статті його ідейного керівника Віссаріона Бєлінського.
Некрасов залучив до участі в журналі Івана Тургенєва, Івана Гончарова («Звичайна історія»), Олександра Герцена («Хто винен?», «Сорока-злодійка», «Записи доктора Крупова»), Миколи Огарьова, Олександра Дружиніна («Полінька Сакс»), Дмитра Григоровича («Антон-неборак»), Павла Анненкова. Журнал друкував твори Лева Толстого, статті Тимофія Грановського, Сергія Соловйова, Костянтина Кавеліна. Журнал публікував переклади творів Чарльза Діккенса, Жорж Санд, Теккерея та інших західних письменників.
Керівником журналу з 1853 року став, поряд з Некрасовим, Микола Чернишевський і з 1856 року — Микола Добролюбов. З 1858 року журнал вів різку полеміку з ліберальною і консервативною журналістикою, став ідейним центром і трибуною революційно-демократичного напряму російської громадської думки. Це повело до розколу в редакції: її покинули Толстой, Тургенєв, Д. В. Григорович.
У червні 1862 було припинено випуск журналу на 8 місяців. До редакції відновленого Некрасовим на початку 1863 журналу увійшли Михайло Салтиков-Щедрін (до 1864), Максим Антонович, Григорій Єлісєєв, Олександр Пипін. У журналі друкувалися твори Салтикова-Щедріна, Василя Слєпцова, Федіра Решетнікова, Гліба Успенського, Павла Гайдебурова. У червні 1866 журнал був закритий.